# Xã West Traverse, Michigan
Xã West Traverse (tiếng Anh: West Traverse Township) là một xã thuộc quận Emmet, tiểu bang Michigan, Hoa Kỳ. Năm 2010, dân số của xã này là 1.606 người.